# Сандерс, Патрик
Сэр Патрик Николас Ярдли Монрад Сандерс (англ. Patrick Nicholas Yardley Monrad Sanders, род. 6 апреля 1966) — начальник Генерального штаба Великобритании. Командующий британской армии.

## Биография

### Ранние годы и образование
Сандерс родился 6 апреля 1966 года в Тидворфе, графство Уилтшир, Англия. Он получил образование в школе Уорт, затем в независимой школе-интернате для мальчиков при бенедиктинском аббатстве Уорт. Он учился в Эксетерском университете и в Университете Крэнфилда.

### Военная карьера
23 сентября 1984 года был зачислен в полк Royal Green Jackets . Служил младшим офицером в Северной Ирландии во время беспорядков, а затем совершил поездку в Косово в 1999 году и в Боснию и Герцеговину в 2001 году. В 2002 году стал начальником штаба 1-й механизированной бригады, а затем стал командиром 2-го батальона Royal Green Jackets в 2005 году. В должности командира батальона руководил преобразованием его в 4-й батальон стрелков, а затем участвовал с ним в защите британских баз в Басре во время войны в Ираке (2007). 25 июля 2008 года Сандерс был награждён Орденом «За выдающиеся заслуги» (DSO) «в знак признания доблестных и выдающихся заслуг в Ираке в период с 1 октября 2007 года по 31 марта 2008 года».
В августе 2009 года стал командиром 20-й бронетанковой бригады, в этой роли был назначен командующим оперативной группой Гильменда в Афганистане в октябре 2011 года. 28 сентября 2012 года получил Орден Британской империи (CBE) «в знак признания доблестных и выдающихся заслуг в Афганистане в период с 1 октября 2011 года по 31 марта 2012 года». В 2012 году занимал должность представителя британского генштаба в Объединённом комитете начальников штабов США; с март 2013 года — помощник начальника генштаба (по операциям).
В 2014 году принял участие во встречах премьер-министра, посвящённых кризису наводнений. Он принял командование 3-й британской дивизией в апреле 2015 года. В декабре 2016 года назначен командующим действующей армией и произведён в генерал-лейтенанты. 31 января 2019 года был назначен полковником-комендантом и командиром Почётной артиллерийской роты вместо генерала сэра Ричарда Бэрронса. 6 мая 2019 года был произведён в генералы и назначен командующим Стратегического командования Великобритании. 9 декабря 2019 года Командование объединённых сил было переименовано в Стратегическое Командование.
В сезон новогодних наград 2020 года был пожалован кавалером Ордена Бани (KCB). Был предпочтительным кандидатом Министерства обороны на замену генералу сэру Нику Картеру на должность главы комитета начальников штабов в 2021 году, но вместо него премьер-министр Борис Джонсон выбрал адмирала сэра Тони Радакина.
В июне 2022 года был назначен начальником Генерального штаба.

## Взгляды
Россия

Вскоре после вступления в должность начальника Генштаба направил послание к военнослужащим, не предназначенное для открытой публикации. В послании, в частности говорится:
...[из за продолжающейся агрессии против Украины] крайне необходимо создать армию, способную сражаться вместе с нашими союзниками и победить Россию в бою.
Сандерс также сказал, что вторжение России напомнило об основной цели армии — защите страны, поскольку агрессия России привела к «новой эре отсутствия безопасности» в Европе. По его словам, необходимо ускорить модернизацию британских вооруженных сил ради укрепления НАТО и не позволить России продвинуться дальше по европейской территории.

## Награды
- Орден Орлиного креста 1 класса (5 февраля 2025 года, Эстония)[21]

### Комментарии
1. ↑  Начальник Генштаба является командующим британской армии. При этом главнокомандующим всеми вооруженными силами является монарх.